# Nikola Jurčević
Nikola Jurčević (ur. 14 września 1966 w Zagrzebiu) – chorwacki piłkarz grający na pozycji pomocnika oraz napastnika. Za czasów kariery piłkarskiej nosił przydomek Jura.

## Kariera klubowa
Jurčević piłkarską karierę zaczynał w Dinamie Zagrzeb. Grał w nim w latach 1984–1986, a następnie występował w NK Zagreb. W 1986 roku odejść do belgijskiego klubu Royal Antwerp FC. W klubie z Antwerpii rozegrał 1 mecz i w 1989 roku wrócił do ojczyzny i ponownie został piłkarzem NK Zagreb.
Latem 1991 roku rozpoczął się drugi zagraniczny etap w karierze Jurčevicia. Wtedy to podpisał kontrakt z austriacką drużyną SV Salzburg. Dwukrotnie pomógł Salzburgowi zdobyć mistrzostwo Austrii (1994 i 1995), a w sezonie 1993/1994 razem z klubowym partnerem Heimo Pfeifenbergerem został z 14 golami na koncie królem strzelców ligi. W tym samym sezonie SV Salzburg doszedł do finału Pucharu UEFA. Tam dwukrotnie przegrał z Interem Mediolan po 0:1, a Jurčević wystąpił w obu tych meczach. Z Salzburgiem zagrał także w Lidze Mistrzów UEFA w edycji 1994/1995.
W 1995 roku Jurčević przeszedł do grającego w Bundeslidze zespołu SC Freiburg. Przez 2 lata zdobył 5 bramek w 45 meczach. Następnie zdecydował się powrócić na dwa sezony do Salzburga, gdzie w 1999 roku zakończył piłkarską karierę.

## Kariera reprezentacyjna
W reprezentacji Chorwacji Jurčević zadebiutował 22 grudnia 1990 roku w wygranym 1:0 meczu z reprezentacją Rumunii. Z Chorwacją grał tylko na jednej wielkiej imprezie. Były to Mistrzostwa Europy w 1996, gdzie zagrał w 3 meczach i dostał żółtą kartkę. Ostatni mecz w reprezentacji rozegrał 11 grudnia 1996 roku w zremisowanym 2:2 meczu z Marokiem podczas Turnieju Króla Hassana II. Ogółem w reprezentacji Jurčević rozegrał 19 meczów i zdobył 2 bramki.

## Kariera trenerska
Po zakończeniu piłkarskiej kariery Jurčević został szkoleniowcem. W sezonie 2002/2003 prowadził stołeczny NK Zagreb. W 2003 roku objął Dinamo Zagrzeb, które trenował przez jeden sezon i zdobył z nim Puchar Chorwacji. Potem krótko był ostatnim trenerem Austrii Salzburg, która została przejęta przez koncern Red Bulla w 2005 roku i już po dwóch meczach został zwolniony i zastąpiony Manfredem Linzmaierem. Od 19 sierpnia 2005 do końca sezonu 2005/2006 był trenerem NK Slaven Belupo. W 2006 roku został asystentem w reprezentacji Chorwacji.